# Delio Gamboa
Delio "Maravilla" Gamboa Rentería (Buenaventura, 28 de janeiro de 1936 – 23 de agosto de 2018) foi um futebolista colombiano que atuava como atacante.

## Carreira
Em clubes defendeu o Atlético Nacional, Oro, Once Caldas e Deportes Tolima, sendo campeão nacional colombiano pelos Millonarios em 1961, 1962, 1963 e 1964, e novamente em 1966 pelo Santa Fe.
Pela Seleção Colombiana de Futebol disputou a Copa do Mundo FIFA de 1962.